# 黄花粉叶报春
黄花粉叶报春（学名：[Primula flava] 错误：{{Lang}}：文本有斜体标记（帮助））为报春花科报春花属下的一个种。生长在湿润岩石上，海拔3000-5000米。产于甘肃南部（洮河流域）、青海东部（久治）和四川北部（黑水）。模式标本采自青海东部。